# Водне поло на літніх Олімпійських іграх 2020
Змагання з водного поло на літніх Олімпійських іграх 2020 року, що пройшли у Токійському плавальному центрі Тацумі Токіо з 24 липня по 8 серпня. У змаганнях брали участь чоловічі та жіночі національні збірні. Були розіграні 2 комплекти нагород.

## Кваліфікація

### Чоловіки
За правилами Міжнародної федерації плавання до змагання на літніх Олімпійських іграх 2020 року між національними чоловічими збірними з водного поло допускається 12 команд.
| Турнір                                     | Дата                       | Місце     | Кількість | Збірна     |
| ------------------------------------------ | -------------------------- | --------- | --------- | ---------- |
| Приймаюча країна                           | Н/Д                        | Н/Д       | 1         | Японія     |
| Кубок світу ФІНА 2019                      | 18–23 червня 2019          | Белград   | 1         | Сербія     |
| Чемпіонат світу з водних видів спорту 2019 | 15–27 липня 2019           | Кванджу   | 2         | Італія     |
| Чемпіонат світу з водних видів спорту 2019 | 15–27 липня 2019           | Кванджу   | 2         | Іспанія    |
| Панамериканські ігри 2019                  | 4–10 серпня 2019           | Ліма      | 1         | США        |
| Океанія                                    | —                          | —         | 1         | Австралія  |
| Африка                                     | —                          | —         | 1         | ПАР        |
| Чемпіонат Європи 2020                      | 14–26 січня 2020           | Будапешт  | 1         | Угорщина   |
| Азійські ігри 2018                         | 25 серпня – 1 вересня 2018 | Джакарта  | 1         | Казахстан  |
| Олімпійський кваліфікаційний турнір 2020   | 14–21 лютого 2021          | Роттердам | 3         | Хорватія   |
| Олімпійський кваліфікаційний турнір 2020   | 14–21 лютого 2021          | Роттердам | 3         | Греція     |
| Олімпійський кваліфікаційний турнір 2020   | 14–21 лютого 2021          | Роттердам | 3         | Чорногорія |
| Всього                                     |                            |           | 12        |            |

### Жінки
За правилами Міжнародної федерації плавання у змагання на літніх Олімпійських іграх 2020 року між національними жіночими збірними з водного поло допускається 10 команд.
| Турнір                                     | Дата              | Місце    | Кількість | Збірна     |
| ------------------------------------------ | ----------------- | -------- | --------- | ---------- |
| Приймаюча країна                           | Н/Д               | Н/Д      | 1         | Японія     |
| Світова ліга 2019                          | 4–9 червня 2019   | Угорщина | 1         | США        |
| Чемпіонат світу з водних видів спорту 2019 | 14–26 липня 2019  | Кванджу  | 1         | Іспанія    |
| Панамериканські ігри 2019                  | 4–10 серпня 2019  | Ліма     | 1         | Канада     |
| Океанія                                    | —                 | —        | 1         | Австралія  |
| Африка                                     | —                 | —        | 1         | ПАР        |
| Чемпіонат Європи 2020                      | 12–25 січня 2020  | Будапешт | 1         | ОКР        |
| Азійські ігри 2018                         | 16–21 серпня 2018 | Джакарта | 1         | КНР        |
| Світовий кваліфікаційний турнір 2020       | 19–24 січня 2021  | Трієст   | 2         | Угорщина   |
| Світовий кваліфікаційний турнір 2020       | 19–24 січня 2021  | Трієст   | 2         | Нідерланди |
| Всього                                     |                   |          | 10        |            |

## Жеребкування
За підсумками жеребкування учасники змагань були поділені на дві групи.

### Чоловіки
Детальніше: Водне поло на літніх Олімпійських іграх 2020 — чоловічий турнір
| - ПАР - США - Угорщина - Греція - Японія - Італія | - Австралія - Хорватія - Сербія - Іспанія - Казахстан - Чорногорія |

### Жінки
Детальніше: Водне поло на літніх Олімпійських іграх 2020 — жіночий турнір
| - Австралія - ПАР - Нідерланди - Іспанія - Канада | - ОКР - КНР - Угорщина - США - Японія |

## Медальний залік
| Місце  | Країна   | Золото | Срібло | Бронза | Загалом |
| ------ | -------- | ------ | ------ | ------ | ------- |
| 1      | Сербія   | 1      | 0      | 0      | 1       |
| 1      | США      | 1      | 0      | 0      | 1       |
| 3      | Греція   | 0      | 1      | 0      | 1       |
| 3      | Іспанія  | 0      | 1      | 0      | 1       |
| 5      | Угорщина | 0      | 0      | 2      | 2       |
| Всього | Всього   | 2      | 2      | 2      | 6       |